# Шинн Фейн
Шинн Фейн (ирл. Sinn Féin [ʃɪnʲ ˈfʲeːnʲ] — «Мы сами») — ирландская республиканская левонационалистическая политическая партия. Действует одновременно как в Ирландии, так и в Великобритании.
Победив по количеству голосов на парламентских выборах 2020 года, Шинн Фейн является второй после Фианна Файл по количеству представителей в Дойл Эйрене с 37 депутатскими местами. На всеобщих парламентских выборах 2010 года в Соединённом Королевстве Шинн Фейн заняла в Северной Ирландии первое место по количеству отданных за партию голосов, но только второе (после своих принципиальных противников, Демократической юнионистской партии) по количеству завоёванных мест в Палате общин. На выборах 2011 года в Ассамблею Северной Ирландии получила 26,9 % голосов и 29 мест. В Исполнительный комитет Северной Ирландии входят четверо министров от Шинн Фейн — они занимают должности заместителя первого министра, министров культуры, искусства и развлечений, сельского хозяйства и развития села, образования, а также младшего министра.
5 мая 2022 года Шинн Фейн впервые заняла первое место на выборах в Ассамблею Северной Ирландии. Она получила 27 мест на выборах, опередив Демократическую юнионистскую партию (25 мест).
3 февраля 2024 года Мишель О’Нил стала первым министром региона. Это первый случай в истории Северной Ирландии, когда этот пост занял представитель Шинн Фейн.

## История
Среди историков существуют разногласия по поводу того, можно ли считать последовательность различных организаций с названием «Шинн Фейн» разными этапами одной партии. Артур Гриффит, профессиональный полиграфист и страстный идеолог, сплотил вокруг себя организацию, которая поначалу не была партией в полном смысле слова. Вместе с тем, ложные обвинения в адрес Шинн Фейн как якобы организатора Пасхального восстания способствовали росту её влияния и одновременной радикализации под началом нового руководства во главе с Имоном де Валера.
Шинн Фейн играла важную роль во время Войны за независимость Ирландии, но последовавшие дебаты вокруг англо-ирландского договора и гражданская война в Ирландии подвели партию к расколу. В 1923 году на базе вышедших из Шинн Фейн депутатов была создана партия Фине Гэл. В 1926 году Имон де Валера с большинством верхушки партии вышел из Шинн Фейн и создал свою собственную политическую силу — Фианна Файл. Оба откола стали существенными конкурентами Шинн Фейн и заняли более консервативную политическую позицию.
В 1946—1965 годах существовала созданная бывшим членом ИРА Шоном Макбрайдом партия «Дети/Семья республики» (Кланн на Поблахта), занявшая ту же республиканскую и социалистическую нишу, что и Шинн Фейн.
От Шинн Фейн ведёт свою историю и марксистско-ленинская Рабочая партия Ирландии, отделившаяся в 1970 году как «Официальная Шинн Фейн». «Официальное» крыло (партии и ИРА) заняло антиабсентеистскую позицию, тогда как «временное» (которое ныне и фигурирует под названием Шинн Фейн) продолжало отдавать предпочтение вооружённым методам перед политическим действием.
Из Рабочей партии, в свою очередь, вышли ещё две партии — в 1974 году более радикальная Ирландская республиканская социалистическая партия (название отсылает к существовавшей в начале XX века Ирландской социалистической республиканской партия Джеймса Коннолли), а в 1992 году более умеренная «Демократическая левая», в 1999 году влившаяся в Лейбористскую партию Ирландии.
В 1986 году ещё одна группа «непримиримых» создала «Республиканскую Шинн Фейн». В 1994—1998 годах Шинн Фейн и Временная ИРА прекратили свою повстанческую активность в рамках мирного процесса и заключила соглашение с британским правительством. Несогласные продолжили вооружённую борьбу под названием Подлинная Ирландская республиканская армия и её политического крыла, «Движения за суверенитет 32 округа». В 2006 году группа активистов Шинн Фейн создала социалистическую партию Эйриги.
В Ирландии нынешняя Шинн Фейн стала легальной партией в 1974 году.
В 1981 году трагическая голодовка ирландских националистов в тюрьме Мэйз, обернувшаяся гибелью 10 активистов, объявивших голодовку, привела к радикализации североирландской общественности и приходу Шинн Фейн в мейнстримную политику, сопровождавшимся отходом от связей с ИРА как её вооружённым крылом. В 1988 году в Великобритании были введены ограничения на показ деятелей Шинн Фейн по телевидению. Европейская комиссия по правам человека в 1994 г. большинством голосов отклонила поданную журналистами жалобу на эти ограничения. В том же году ограничения были отменены.
В 1998—2002 гг. и с 2007 г. участвует в коалиционном правительстве Северной Ирландии. В 2009 г. на выборах Европарламента набрала больше всего голосов в Северной Ирландии.

## Программа партии
Шинн Фейн последовательно выступает за единую республиканскую Ирландию, в связи с чем её организации в Республике Ирландия и Северной Ирландии считаются единой партией. Партия выступает за:
- борьбу с бедностью;
- защиту прав меньшинств, мигрантов и инвалидов;
- ограничение заработной платы высших чиновников;
- увеличение общественного сектора в экономике;
- введение единой фискальной политики и единой валюты на острове;
- демократизацию образования;
- введение должности «министра по делам детей»;
- расширение изучения ирландского языка в Северной Ирландии и повышение его статуса до аналогичного валлийскому в Уэльсе;
- бесплатную медицину.

Шинн Фейн поддерживает сецессионистские движения в других странах Европы, например, высказывается за независимость Страны Басков.
Партия осуждает установленную США блокаду Кубы и «незаконную оккупацию Палестины Израилем».
Партия крайне скептически относится к членству Ирландии в ЕС и особенно Еврозоне, её члены часто критикуют европейскую бюрократию и её однобокую ориентацию на либерализм, ущемляющую права европейских наций на сохранение своей культуры и идентичности. Во время голосования за Лиссабонский договор в 2008 году Шинн Фейн призывала отвергнуть этот проект на референдуме. В то же время, в 2016 году Шинн Фейн выступала за продолжение членства Великобритании в Евросоюзе, ссылаясь на защиту интересов населения Северной Ирландии.

## Электоральная история
Представители Шинн Фейн традиционно не занимают выигранных мест в Вестминстере. Для начала работы в Палате общин нужно присягать регенту, но партия отказывается это делать по идейным соображениям. В ходе парламентских выборов в Великобритании 2017 года Шинн Фейн удалось добиться наилучшего результата за всё время участия партии в британских выборах и завоевать 7 мандатов. Несмотря на это, Джерри Адамс подтвердил, что члены возглавляемой им партии традиционно не будут участвовать в работе Палаты общин, так как для Шинн Фейн «происходящее в британском парламенте практически не представляет никакого интереса».
В парламент Великобритании:
- Выборы 1983 года — 102 701 голос, 1 мандат
- Выборы 1987 года — 83 389 голосов, 1 мандат
- Выборы 1992 года — 78 291 голос, 0 мандатов
- Выборы 1997 года — 126 921 голос, 2 мандата
- Выборы 2001 года — 175 933 голоса, 4 мандата
- Выборы 2005 года — 174 530 голосов, 5 мандатов
- Выборы 2010 года — 171 942 голосов, 5 мандатов
- Выборы 2015 года — 176 232 голоса, 4 мандата
- Выборы 2017 года — 238 915 голосов, 7 мандатов
- Выборы 2019 года — 181 853 голоса, 7 мандатов

В палату представителей Ирландии:
- Выборы 1997 года — 45,6 т. голосов (2,6 %), 1 мандат
- Выборы 2002 года — 121,0 т. голосов (6,5 %), 5 мандатов
- Выборы 2007 года — 143,4 т. голосов (6,9 %), 4 мандата
- Выборы 2011 года — 220,7 т. голосов (9,9 %), 14 мандатов
- Выборы 2016 года — 295,3 т. голосов (13,8 %), 23 мандата
- Выборы 2020 года — 535,6 т. голосов (24,5 %), 37 мандатов

В ассамблею Северной Ирландии:
- Выборы 1998 года — 142,9 т. голосов, (17,6 %), 18 мандатов — 4-е место.
- Выборы 2003 года — 162,8 т. голосов (23,5 %), 24 мандата — 2-е место
- Выборы 2007 года — 180,6 т. голосов (26,2 %), 28 мандатов — 2-е место
- Выборы 2011 года — 178,2 т. голосов (26,9 %), 29 мандатов — 2-е место
- Выборы 2016 года — 166,8 т. голосов (24,0 %), 28 мандатов — 2-е место
- Выборы 2017 года — 224,2 т. голосов (27,9 %), 27 мандатов — 2-е место
- Выборы 2022 года[англ.] — 250,3 т. голосов (27,9%), 27 мандатов — 1-е место

В Европарламент:
- До 1999 включительно — нет представительства.
- Выборы 2004 года — 144 541 голос в Великобритании и 197 715 голосов в Ирландии, по одному месту от Ирландии и Соединённого Королевства (Северной Ирландии).
- Выборы 2009 года — 126 184 голоса в Великобритании и 205 613 голосов в Ирландии, одно место от Соединённого Королевства (Северной Ирландии). Представитель «Шинн Фейн» Барбара де Брюн входила в состав политической группы «Европейские объединённые левые/Лево-зелёные северных стран»[4].